# یون گانتکا

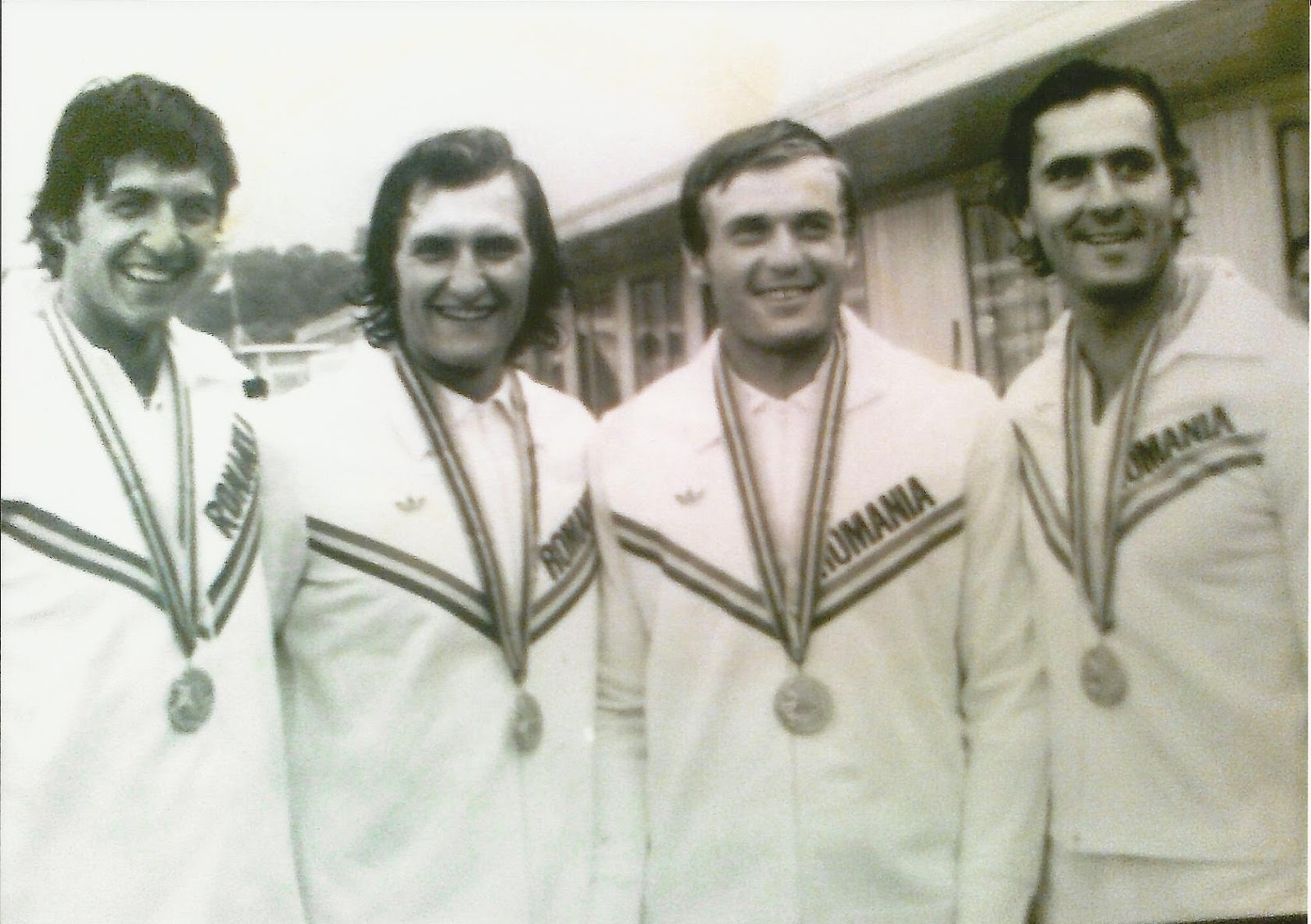
یون گانتکا

یون گانتکا (انگلیسی: Ion Geantă؛ ۱۲ سپتامبر ۱۹۵۹ – ۲ ژوئیهٔ ۲۰۱۹) قایقران کایاک، و قایقران کانو اهل رومانی بود.